# Purshia ericifolia
Purshia ericifolia là loài thực vật có hoa trong họ Hoa hồng. Loài này được (Torr. ex A. Gray) Henrickson miêu tả khoa học đầu tiên năm 1986.